# Georg Pölchau
Georg Johann Daniel Pölchau, né le 4 juillet 1773 à Kremon (en letton : Krimulda) près de Riga, alors en Livonie (Empire russe) et mort le 12 août 1836 à Berlin (royaume de Prusse), est un musicien germano-balte, érudit indépendant et collectionneur de musique. En tant que propriétaire de nombreux manuscrits de Jean-Sébastien Bach, il joue un rôle de premier plan dans le déclenchement de la renaissance de l'œuvre de ce compositeur, alors oublié.

## Biographie
Georg Pölchau, élève de Georg Michael Telemann (petit-fils du compositeur Georg Philipp Telemann), étudie de 1792 à 1796 à l'université d'Iéna. Il prend place dans l'histoire de la musique en tant que chercheur et collectionneur passionné de musique ayant rassemblé plus de 2 600 manuscrits de musiciens. Sa collection Bach est la plus grande et la plus importante qu'ait jamais possédée un particulier.
Entre 1798 et 1813, Georg Pölchau vit à Hambourg, dernier lieu de résidence de Carl Philipp Emanuel Bach. Il y travaille comme ténor soliste, organisateur de concerts et professeur de chant. Après son mariage en 1811 avec Amalie Henriette Manecke (1789–1817), fille d'un riche aristocrate hambourgeois, il se consacre uniquement à sa collection de musique. Georg Pölchau, qui collectionne des manuscrits depuis sa jeunesse, se concentre finalement sur la musique. Il divise sa collection en quatre parties :
- Livres sur la musique du XVe siècle au XVIe siècle
- Musique du XVIe siècle au XVIIe siècle
- Musique du XVIIIe siècle au XIXe siècle
- Manuscrits musicaux, lettres et portraits de musiciens.

Après la mort de Carl Philipp Emanuel Bach, il acquiert une grande partie du patrimoine de celui-ci, y compris les archives Altbach.
En 1813, Georg Pölchau s'installe à Berlin. Il rejoint l'Académie de chant de Berlin en 1814, sous la direction de Carl Friedrich Zelter. Il y travaille comme ténor soliste entre 1815 et 1826, et commence à s'occuper de la bibliothèque de l'institution aux côtés de Zelter, qui l'a créée à cette époque spécialement pour l'usage du chœur.
Une grande partie de la musique de la bibliothèque y est arrivée grâce à Georg Pölchau.
Georg Pölchau voyage beaucoup pour élargir sa collection et échange des lettres avec d'autres collectionneurs, en particulier Aloys Fuchs et Raphael Georg Kiesewetter.
Il apporte également à Berlin les manuscrits de Georg Philipp Telemann, qu'il peut acquérir en tant qu'élève du petit-fils de celui-ci, Georg Michael Telemann, et fait lui-même des copies d'œuvres de divers compositeurs.
Après la mort de Zelter, Georg Pölchau, avec Adolf Bernhard Marx, s'attache à maintenir et développer la présence de la musique de Johann Sebastian Bach dans l'Académie de chant, ce qui conduit à la création en 1850 de l'ancienne société Bach, dont la tâche principale est de présenter une édition complète des œuvres de Bach.
Le département de musique de la Bibliothèque d'État de Berlin doit une partie substantielle de son contenu à Georg Pölchau. Après la mort de Georg Pölchau, en 1836, et après de longues négociations avec son fils, Hermann, les Archives musicales de la Bibliothèque royale, aujourd'hui département de musique de la Bibliothèque d'État de Berlin (Staatsbibliothek zu Berlin), entrent en possession de cette collection par la vente du 25 février 1841.
Les volumes de la collection Pölchau portent l'ex-libris « BIBLIOTHECA POELCHAVIANA », spécialement gravé pour cette collection. En 1832, Georg Pölchau avait créé lui-même un catalogue manuscrit pour sa bibliothèque. La collection Pölchau comprend de nombreux autographes de Bach, Beethoven et Haydn ainsi que les huit premiers autographes de Mozart et la Telemanniana. C'est à la suite de cet achat majeur qu'est créé le département musical.

## Résurrection de l'œuvre de Johann-Sébastien Bach
En arrivant à Berlin en 1813, Georg Pölchau y apporte le manuscrit de la Passion selon saint Matthieu de Jean-Sébastien Bach, issu de la succession du fils de celui-ci, Carl Philipp Emanuel Bach. C'est dans l'Académie de chant de cette ville que cette partition est ressuscitée seize ans plus tard sous la direction de Felix Mendelssohn Bartholdy, alors âgé de vingt ans. Le manuscrit utilisé par Mendelssohn est basé sur la copie que Bella Salomon (née Itzig), sa grand-mère, lui avait offerte pour son quinzième anniversaire, le 3 février 1824, et à partir de laquelle celui-ci en dirige la nouvelle exécution le 11 mars 1829. Ce manuscrit de la partition ainsi que l'ensemble de parties pour la plupart autographes sont utilisés comme modèle pour toutes les éditions critiques et révisées depuis la première impression de la Passion, en 1830.

## Documents
Les lettres de Georg Pölchau se trouvent dans les fonds de l'éditeur de musique de Leipzig CF Peters dans les archives d'État de Leipzig.